# Rhombosoleidae
Famille
Rhomnosoleidae est une famille de poissons pleuronectiformes (c'est-à-dire des poissons plats ayant des côtés dissemblables).
Cette famille n'est pas reconnue par FishBase qui place ses 9 genres sous la famille Pleuronectidae. Elle est parfois reconnue comme une sous-famille de Pleuronectidae, sous le nom de  Rhombosoleinae.

## Liste sous-taxons
- genre Ammotretis Günther, 1862
- genre Azygopus Norman, 1926
- genre Colistium Norman, 1926
- genre Oncopterus Steindachner, 1874
- genre Pelotretis Waite, 1911
- genre Peltorhamphus Günther, 1862
- genre Psammodiscus Günther, 1862
- genre Rhombosolea Günther, 1862
- genre Taratretis Last, 1978